# کوژنگتسا کانتسکا
کوژنگتسا کانتسکا (به لهستانی:  Kuźnica Kącka) یک روستا در لهستان است که در گمینا سوشنگه واقع شده‌است.